# 黒川道祐
黒川 道祐（くろかわ どうゆう、元和9年（1623年） - 元禄4年11月4日（1691年12月23日）は、江戸時代初期の医者であり、歴史家である。

## 出自
黒川家の先祖は藤原秀郷と称している。秀郷は藤原不比等の孫で藤原北家2代目の藤原魚名から5代目にあたる。下野国、現在の栃木県佐野市に居住した豪族で、俵藤太と言われている。平貞盛と共同し平将門を討伐した。その功により下野守に任ぜられた。いつの頃か近江国、現在の滋賀県甲賀郡土田町黒川に居住し、黒川を称したと思われる。
甲賀五三家は、長享元年（1487年）に室町幕府9代将軍足利義尚が行った六角高頼の討伐親征（長享・延徳の乱）に際し、勾（まがり）の陣に夜襲をかけた甲賀の地侍たちを指し、特に軍功があり、六角氏より感状を贈った家を「甲賀ニ一家」と称している。
甲賀二一家は柏木三家、南山六家、庄内三家、北山九家に分類され、黒川家は北山九家の一つ。

## 生涯
道祐は字であり、名は玄逸、号に静庵、梅庵、遠碧軒などがある。父は安芸広島藩儒医黒川光信（寿閑）、母は堀杏庵の女。
父より医術を学び、外祖父杏庵と林羅山・林鵞峰父子より儒学を学んだ。父の後を継いで広島藩（浅野氏）へ家禄400石で儒医として仕え、京都に住んで著述活動に熱中、寛文3年（1663年）に日本初の医学史書『本朝医考』を著し、各医家の出処・業績を明らかにした。それから9年後の寛文12年（1672年）に藩医を辞職したが、病弱だったことと同年の主君浅野光晟の隠居に合わせたと推測される。
辞職後も京都に住み続け著述と調査旅行に専念、延宝3年（1675年）に『遠碧軒記』、貞享元年（1684年）に山城国の地誌である『雍州府志』、翌貞享2年（1685年）に京都の年中行事を解説した歳時記『日次紀事』などを著していった。また近畿一円を旅して多くの旅行記を残し、それらは『武陵随筆』『遠碧軒聞見随筆』『遠碧軒随筆』『遠碧軒雑記』と名付けられた。原本は散逸したが一部は『遠碧軒随筆』を分類した『遠碧軒記』として活字化、片仮名書きの『遠碧軒記分類抄』もあり、山口幸充が『遠碧軒随筆』の大半を書写した『嘉良喜随筆』を著すなど、断片的にだが随筆は残されている。
『遠碧軒記』『遠碧軒記分類抄』の記事に有名画家について福富立意という人物から聞いた話が掲載、大坂の陣前後に狩野三甫（狩野山楽の弟子）・浮世又兵衛・後藤左兵衛という画家が活躍していたと記し、三甫は武者絵が得意で又兵衛は荒木村重（摂津）の子であると記す。この記述から浮世又兵衛は岩佐又兵衛と同一人物だと特定、続く文章で又兵衛が松平忠直に贔屓にされていたこと、江戸に住んでいたことも記され、又兵衛と忠直の関わりも浮かび上がっている。これらの情報を覚えていた福富立意について、黒田日出男は道祐の同僚で同じく京都に住んでいた藩医・梅曽野立意の読み間違いではないかと推測している。
狩野永納と親しく、延宝9年（1681年）に大和の旅行から帰ったばかりの永納の自宅を訪ね、大和での美術鑑賞と古刹巡りを話し合ったことを記録に残している。この縁で永納の『本朝画伝』成立に力を貸し、初版の『本朝画伝』（元禄4年（1691年）刊行）に跋文を寄せる、鵞峰に依頼して序文を寄せてもらうなど永納へ援助を惜しまなかった。ただし『本朝画伝』は鵞峰と道祐亡き後の元禄6年（1693年）に題名を『本朝画史』と改められて再販、鵞峰の序文は残った一方で道祐の跋文は省かれた。
元禄4年11月4日に死去、享年68。墓は京都府京都市上京区の本隆寺。
本草家の貝原益軒と交友した。主著として『本朝医考』『雍州府志』『日次紀事』などがある。

## 家族
- 父：黒川光信（法眼）儒医、広島藩浅野光晟侯典医、林羅山門人
- 母：堀杏庵の女
  - 本人：黒川道祐
  - 妻：武田信成（江戸期の医師）の女[11]
    - 長男:武田信郷（叔安）伊予武田氏を継ぐ

7代目当主:黒川友諒（ともあき）と妻花の間には、長男友恭（一郎）、次男友信。
8代目当主:黒川友文（次郎　武太夫）の長男は、黒川友敬（三郎）、後の高木三郎。勝海舟長男勝小鹿と共にアメリカ留学、後にサンフランシスコ副領事、ニューヨーク領事を歴任。
9代目当主:黒川友恭（一郎）は、戊辰戦争にて庄内藩の三番大隊として出陣。弟興助（黒崎家へ養子）も共に出陣するが、興助は秋田にて戦死。その関係で酒井了恒（玄蕃）の弟興八郎（黒崎幸吉の父）が黒崎家の養子に入る。黒川友恭の妻千勢は、黒崎家より黒川家に嫁ぐ。
黒川友敬（高木三郎）の娘、寿美は黒崎家へ嫁ぎ、黒崎幸吉（聖書学者）の妻となる。黒崎めぐみは幸吉の孫に当たる。
11代目当主黒川道見（富士製紙役員）/　黒川道徳（道見弟）日本郵船の名物男として知られる。
黒川道見の妻、田村トモは鹿児島薩摩藩士の娘であり、従兄弟に東郷平八郎がいる。道見と妻トモには長男武雄、次男次郎、長女辰子（松下家へ嫁ぐ）、次女道江（太田家へ嫁ぐ）をもうける。
次男次朗は、トモの父である田村甚蔵の養子となり、田村家を継ぐ。後に日本板硝子の常務執行役員。
次女道江の手帳には、「田村家は鹿児島にありて鍛冶屋町に屋敷あり。隣は東郷平八郎宅で庭に川が流れていて、西南戦争の時は両家で荷物を半分づつ分けて、東郷家は焼けた。西南の役の時、田村甚蔵（田村トモの父）は西郷隆盛の命を受けて、書類を届けに行く際に、官軍に捕まり国事犯となる。」
13代目当主黒川祐介は、黒川武雄と妻、静の次男、後にタナシン電機株式会社を共同創立し取締役副社長、更に株式会社タカキタ取締役を歴任（2017年2月没）。

## 著書
- 『本朝医考』
- 『雍州府志』
- 『日次紀事』
- 『芸備国郡志』
- 『遠碧軒随筆』[12]
- 『近畿游覧誌稿』[13]